# استرپتوگرامین
استرپتوگرامین‌ها(به انگلیسی: Streptogramin) دسته ای از آنتی بیوتیک‌ها هستند.
استرپتوگرامین‌ها در درمان استافیلوکوکوس اورئوس مقاوم به وانکومایسین (VRSA) و انتروکوک مقاوم به وانکومایسین (VRE) مؤثر هستند که جز باکتری‌های با سرعت رشد بالا و مقاوم به دارو هستند. استرپتوگرامین‌ها در دو گروه استرپتوگرامین ای و استرپتوگرامین بی دسته بندی می شوند.
اعضا این گروه عبارت اند از: 
- کینوپریستین/دالفوپریستین
- پریستینامایسین
- ویرجینیامایسین
- NXL 103 ، یک استرپتوگرامین آزمایشی که در آزمایش‌های بالینی برای درمان عفونت های دستگاه تنفسی مورد استفاده قرا گرفته است.[۲]